# Chlorognesia viridipicta
Chlorognesia viridipicta är en fjärilsart som beskrevs av George Francis Hampson 1902. Chlorognesia viridipicta ingår i släktet Chlorognesia och familjen nattflyn. Inga underarter finns listade i Catalogue of Life.